# Karl Tersztyánszky von Nádas
Karl Tersztyánszky von Nádas (28. října 1854 Szakolcz, Uhersko – 7. března 1921 Vídeň, Rakousko) byl generálplukovník rakousko-uherské armády a vojevůdce první světové války.

## Život

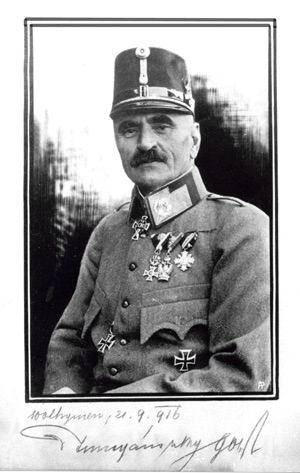

Pocházel ze starého šlechtického rodu, který vlastnil majetky v Nitranské župě. Jeho otcem byl Štefan (Ištván) a matka Eleonóra, rozená Lingerová. Jeho vzdělání započalo soukromým vyučováním u jeho otce, v deseti letech zahájil studium na gymnáziu v Olomouci. Poté přešel na vojenské kolegium v St. Pölten a po ukončení na Tereziánské vojenské akademii ve Vídeňském Novém Městě. Jako nejlepší z ročníku byl povýšen do hodnosti poručíka (Leutnant) 8. dragounského pluku v Přemyšli. 
Jako absolvent C. k. válečné školy (K.u.k. Kriegsschule) byl v roce 1882 povýšen na nadporučíka (Oberleutnant) a přidělen k důstojnickému sboru generálního štábu, kde byl o čtyři roky později (1. srpna 1886) povýšen na kapitána (Hauptmann) první třídy. Krátce působil u 9. armádního sboru v Josefově a v letech 1888–1890 vykonával službu u 15. husarského pluku ve Vídni. Poté byl štábním důstojníkem 8. armádního sboru v Praze a od roku 1891 působil jako velitel štábu jízdní divize v Jarosławi. V roce 1892 byl povýšen do hodnosti majora a za další tři roky (1. května 1895) se stal podplukovníkem (Oberstleutnant). Na jaře 1896 převzal vedení důstojnické školy v Černovicích) a 14. husarského pluku. Následujícího roku (1897) získal velení nad 1. husarským plukem v Ternopilu. Do hodnosti plukovníka (Oberst) byl povýšen 1. května 1898.
Další změna nastala v roce 1903, kdy získal velení nad 8. jízdní brigádou, brzy poté následovalo povýšení na generálmajora (1. listopadu 1904). V červenci 1907 mu bylo svěřeno velení nad 2. jízdní divizí v Prešpurku a k datu 1. listopadu 1908 obdržel hodnost polního podmaršálka (Feldmarschalleutnant). V dubnu 1910 převzal velení nad 14. pěší divizí v Prešpurku a od září 1912 působil jako velitel 4. armádního sboru v Budapešti. V květnu 1913 dosáhl hodnosti generála jezdectva (General der Kavallerie).

### První světová válka

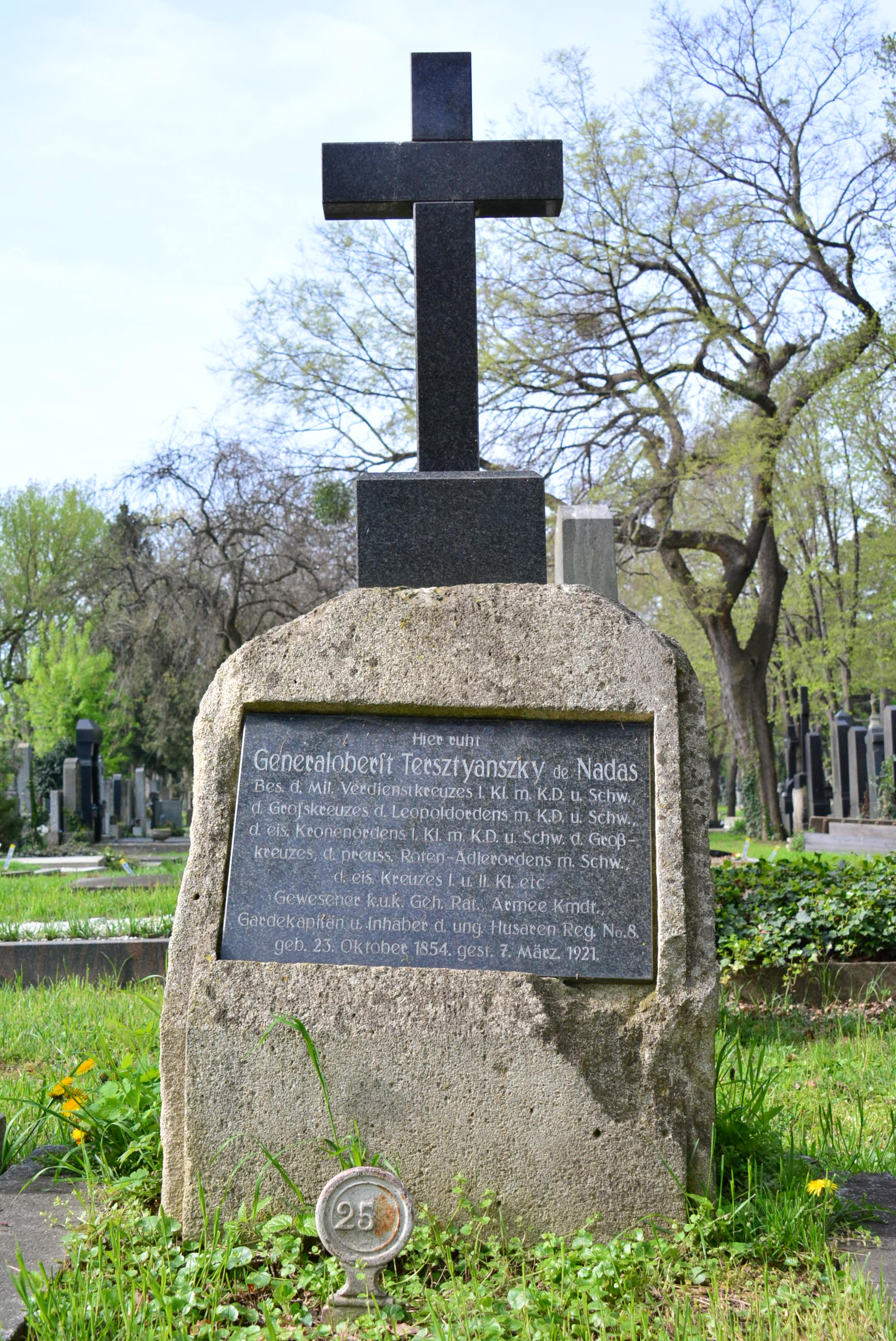
Hrob Karla Tersztyánszkeho von Nádas na ústředním hřbitově ve Vídni

Po vypuknutí světové války se jeho IV. sbor stal součástí 2. Böhm-Ermolliho armády a byl umístěn podél řeky Sávy v Srbsku. Po ruském vyhlášení války Rakousku-Uhersku se okamžitě se 4. armádním sborem přesunul do Haliče. Tam se musel zúčastnit boje proti ruské přesile o město Lvov. Po následném ústupu se mu povedlo zabrat Užocký průsmyk a město Turka. V říjnu pak byly jeho jednotky přesunuty na západ, bránit Slezsko. V únoru 1915 se vrátil do Haliče, kde se jako velitel skupiny sborů zúčastnil bojů v Karpatech, které měly ulevit obležené pevnosti v Přemyšli.
V květnu 1915 byl Tersztyánszky pověřen plánováním nového útoku proti Srbsku, během této doby vznikla armádní skupina Tersztyánszky, která byla začleněna do 3. armády. 27. září se však dostal do sporu s uherským ministerským předsedou Istvánem Tiszou, který věc přednesl před císaře Františka Josefa I. To způsobilo Tersztyánszkého odvolání z funkce, kde ho nahradil generál Kövess. K datu 1. května 1916 byl povýšen na generálplukovníka (Generaloberst). V červnu byl jmenován velitelem 4. armády se kterou se účastnil obrany během Brusilovovy ofenzívy. O toto velení přišel opět díky sporu. Tentokrát s německým generálplukovníkem von Linsingenem a na pozici velitele 4. armády ho tak vystřídal generálplukovník Karl von Kirchbach auf Lauterbach. V březnu 1917 se ujal opět velení 3. armády, kde měl za úkol zastavit ruskou ofenzivu. Těm se však povedlo prorazit u Kaluše a Stanislau a zatlačili tak rakousko-uherské jednotky zpátky. To se stalo Tersztyánszkemu osudné a byl ve velení nahrazen generálem Křitkem.
Císař Karel I. Tersztyánszkemu nabídl čestnou funkci velitele uherské královské gardy, ten však odmítl. Mezi důvody uváděl osobní problémy s řadou lidí a neznalost maďarského jazyka. Nakonec získal 30. srpna velení nad jezdeckou rotou tělesné stráže (k.u.k. Leibgardereitereskadron) u vídeňského dvora. Do výslužby odešel 1. prosince 1918.

## Rodina
V roce 1887 si vzal 14. dubna 1887 za manželku Oľgu Popovicsovou. Za tento sňatek zaplatil předepsanou svatební kauci 24 000 zlatých. Jejich manželství zůstalo bezdětné.

## Tituly a ocenění
Ve funkci velitele armádního sboru obdržel v roce 1913 titul c. k. tajného rady s nárokem na oslovení Excelence. Od roku 1913 byl zároveň čestným majitelem 8. husarského pluku dislokovaného v Kecskemétu. Během vojenské služby obdržel řadu vyznamenání v Rakousku-Uhersku i v zahraničí.

### Rakousko-Uhersko
- Jubilejní pamětní medaile (1898)
- Řád železné koruny III. třídy  (1901)
- Služební odznak pro důstojníky III. třídy (1902)
- Vojenský jubilejní kříž (1908)
- rytířský kříž Leopoldova řádu (1910)
- Mobilizační kříž (1913)
- Řád železné koruny I. třídy s válečnou dekorací (1914)
- Vyznamenání za zásluhy o Červený kříž s válečnou dekorací (1915)
- velkokříž Leopoldova řádu s válečnou dekorací (1915)
- Vojenský záslužný kříž I. třídy s válečnou dekorací (1916)
- Bronzová vojenská záslužná medaile (1916)

### Zahraničí
- Řád pruské koruny III. třídy (1892, Německo)
- Vyznamenání Pro Ecclesia et Pontifice (1914, Papežský stát)
- Železný kříž II. třídy (1915, Německo)
- Železný kříž I. třídy (1915, Německo)
- velkokříž Řádu červené orlice (1914, Německo)